# Nguồn gốc người Hung

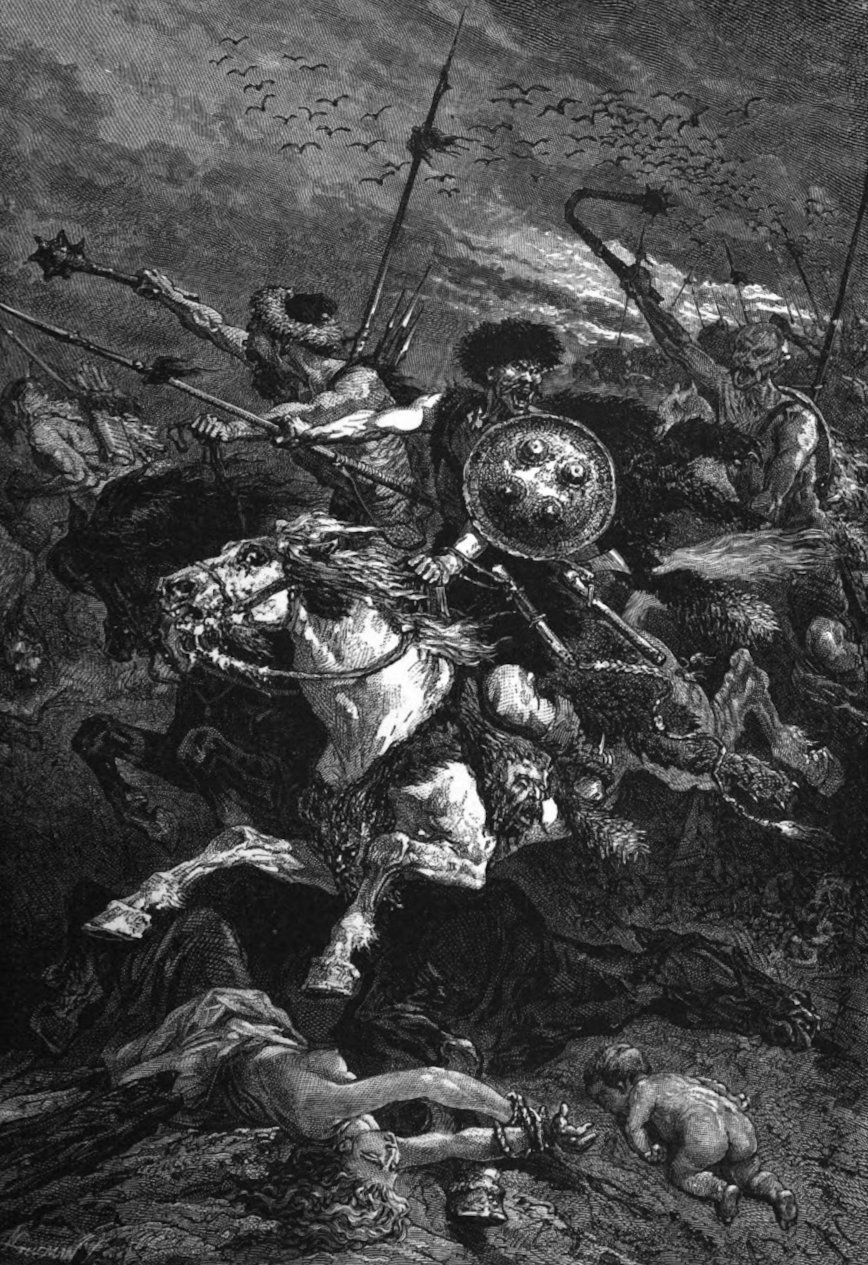
Những chiến binh người Hung

Nguồn gốc người Hung (Origin of the Huns) và mối quan hệ của tộc người Hung này với những giống dân khác được nhắc đến trong các nguồn sử liệu cổ xưa là người Hung Iran như người Hung Nô (Xionites), Alchon Huns, Kidarites, Hephthalites (người Hung trắng), Nezaks và người Huna đã là chủ đề gây tranh cãi lâu dài trong giới học thuật. Các nguồn tư liệu thời Hy Lạp và La Mã cổ đại không cho biết bất kỳ manh mối nào về nguồn gốc của người Hung châu Âu, ngoài việc họ đột ngột xuất hiện vào năm 370 CN rồi biết mất như gió cuốn. Tuy nhiên, có một số đề cập có thể có về người Hung hoặc các bộ lạc có liên quan đến họ có từ trước năm 370. Trong khi đó, các thư tịch Trung Quốc chỉ ra một số gốc gác khác nhau mà đôi khi trái ngược nhau đối với các nhóm "người Hung Ba Tư". Vào năm 1757, học giả Joseph de Guignes lần đầu tiên đề xuất rằng người Hung và người Hung Ba Tư là giống hệt với giống người Hung Nô. Luận điểm này sau đó đã được Edward Gibbon phổ biến. Kể từ thời điểm đó, các học giả đã tranh luận về đề xuất này từ góc độ giá trị ngôn ngữ, lịch sử và khảo cổ học. Vào giữa thế kỷ XX, mối liên hệ này đã bị tác giả Otto J. Maenchen-Helfen công kích và phần lớn không được ủng hộ. Một số học giả gần đây đã tranh luận ủng hộ một số hình thức liên hệ và lý thuyết này đã trở lại với dòng chính, nhưng không có sự đồng thuận về vấn đề này. 
Trong ký ức lịch sử thì Người Hung là liên minh các đạo quân kỵ binh du mục chuyên cướp bóc những nơi họ đi qua, đây là cụm từ để chỉ những người dân du cư hay bán du cư trên lưng ngựa trong một liên minh rời rạc ở khu vực Trung Á, có lẽ ban đầu sinh sống trong khu vực từ ven hồ Issyk Kul (ngày nay thuộc Kyrgyzstan) tới Ulan Bator (thủ đô của Mông Cổ ngày nay). Người Hung có lẽ đã đóng vai trò quan trọng trong lịch sử sau này của cả châu Á lẫn châu Âu. Cách phát âm tiếng Hán thượng cổ của chữ đầu tiên (匈) được tái tạo là "Hung"/qʰoŋ (âm tự theo IPA), cách phát âm này có nhiều tương đồng với từ "Hun" (người Hung) trong các ngôn ngữ châu Âu. Chữ thứ hai  là "nô" (奴) có nghĩa là nô lệ và nó không có từ nguyên tương đương trong các thứ tiếng Tây phương. Giả thuyết rằng người Hung là hậu duệ của Hung Nô phương Bắc di cư về phía tây, hoặc người Hung dùng cái tên họ vay mượn từ Hung Nô phương Bắc, hoặc người Hung Nô là một bộ phận của liên minh các tộc người Hung. Cái tên Hung Nô (phiên âm Hán Việt) là một từ miệt thị được người Hán chỉ về họ, hai chữ hung nô (匈奴) có nghĩa đen là "nô lệ hung hãn". 
Bằng chứng chủ yếu liên hệ giữa người Hung Nô với người Hung ở châu Âu và Iran là sự giống nhau trong tên gọi của giống dân này. Bằng chứng hỗ trợ được hé lộ từ các ghi chép lịch sử chỉ ra rằng thuật ngữ Hung Nô được sử dụng cho những người được nhắc đến trong các văn bản tiếng Túc Đặc (Sogdia) và tiếng Phạn tương ứng là Xwn và Huṇa, các thuật ngữ được sử dụng cho những người được gọi là người Hung ở phương Tây. Một mối liên hệ quan trọng khác là việc người Hung Nô ở châu Âu và người Hung Nô sử dụng những cái vạc (một loại nồi kim loại) tương tự nhau. Ngoài ra, các nghiên cứu khảo cổ học di truyền gần đây đã xác nhận hồ sơ nhận dạng tương tự của một số nhân vật thời Hung với người Hung Nô và những thủ lĩnh của tộc người này đều tự gọi mình là Thiền Vu (shan-yü). Tuy nhiên, vẫn còn một số điểm khác biệt nổi bật, bao gồm hồ sơ khảo cổ học nói chung khác nhau và nhiều phong tục khác nhau được chứng thực giữa các nhóm "người Hung" khác nhau. Ngoài ra, có một khoảng cách hai trăm năm giữa các hoạt động được ghi chép gần đây nhất của người Hung Nô và lần đầu tiên người Hung xuất hiện ở châu Âu và Trung Á. Những vấn đề này đã khiến nhiều học giả bác bỏ việc xác định này. Đến nay Joseph de Guignes (1757) lần đầu tiên đề xuất mối liên hệ giữa người Hung châu Âu và người Hung Nô dựa trên sự tương đồng giữa lối sống du mục của cả hai tộc người và sự giống nhau trong tên gọi vẫn là luận thuyết đáng chú ý.

## Luận thuyết
Có nhiều giả thuyết về danh tính dân tộc ngôn học (Ethnolinguistic) là ngành khoa học phân loại dân tộc dựa trên ngôn ngữ) của người Hung Nô. Các nghiên cứu và tranh luận về nguồn gốc tổ tiên châu Á của người Hung vẫn đang diễn ra, kể từ thế kỷ XVIII. Các nhà ngữ văn học hiện vẫn còn tranh cãi là tên dân tộc nào từ các nguồn Trung Quốc, Ba Tư hay Armenia là đồng nhất với thuật ngữ Hunni trong tiếng La-tinh hay Chounnoi trong tiếng Hy Lạp như là chứng cứ về nhân dạng của người Hung. Các nghiên cứu di truyền học chỉ ra rằng các liên minh lớn của các chiến binh thảo nguyên là không đồng nhất về mặt dân tộc, mà bao gồm nhiều bộ tộc du cư gốc Á-Âu rất khác nhau, bao gồm cả nhóm Ural-Altai (bao gồm các bộ lạc gốc Đột Quyết, Tungus, người Mông Cổ và người Phần Lan-Ugra) cũng như nhóm Ấn-Âu (bao gồm các bộ lạc Nguyệt Chi Ba Tư/Scythia Iran như người Alan và người Sarmatia, thậm chí là các bộ lạc người Đức như người Gepid, Goth, và người Slav). Nhân dạng người Hung xa hơn nữa là một điều phức tạp và khó khăn do sự nổi tiếng của tên gọi này, vì dường như nhiều thị tộc đã tuyên bố mình là hậu duệ của người Hung vì niềm kiêu hãnh của cái tên này. Tương tự, các nhà chép sử Hy Lạp hay La-tinh có thể sử dụng thuật ngữ "người Hung" theo ngữ cảnh chung nhất, để miêu tả các đặc trưng xã hội hay bộ tộc, nguồn gốc xuất xứ được tin tưởng hay sự nổi tiếng"Tất cả những gì chúng ta có thể nói một cách chắc chắn", Walter Pohl viết rằng "là tên gọi người Hung, vào cuối thời kỳ cổ đại, đã miêu tả các nhóm thống trị có danh tiếng của các chiến binh trên thảo nguyên". Các quan điểm này đến từ ngữ cảnh của thuyết vị chủng và chủ thuyết dân tộc trong chép sử của các thế hệ trong quá khứ, trong đó người ta thường giả định rằng tính đồng nhất dân tộc phải là nền tảng của những người đồng nhất về mặt chủng tộc về phương diện xã hội và văn hóa.
Các bằng chứng, cứ liệu từ các nghiên cứu di truyền học và nguồn gốc dân tộc học mâu thuẫn với các học thuyết truyền thống dựa trên các ghi chép trong sử sách Trung Hoa, khảo cổ học, ngôn ngữ học và các manh mối trực tiếp khác. Các học thuyết này hàm chứa các yếu tố khác nhau, rằng tên gọi "người Hung" đầu tiên đã miêu tả nhóm cai trị du cư của các chiến binh mà nguồn gốc dân tộc của họ là đến từ Trung Á, và có thể nhất là khu vực ngày nay thuộc Mông Cổ, rằng rất có thể họ có họ hàng với (hay là một phần của) người Hung Nô (lần đầu tiên được Joseph de Guignes đề xuất vào thế kỷ XVIII), và rằng người Hung Nô đã bị người Hán đánh bại, và rằng tại sao họ rời bỏ Mông Cổ và thiên di về phía tây, cuối cùng xâm chiếm châu Âu sau đó khoảng 200 năm. Các chứng cứ gián tiếp bao gồm sự chuyển giao kỹ thuật chế tác món vũ khí cung liên hợp và cái gọi là cung tên của người Hung từ Trung Á sang phía tây. Điều này đã ăn sâu vào trong thuật chép sử phương Tây (và cả phương Đông), nhưng các chứng cứ thông thường lại là gián tiếp hay còn mơ hồ. Trên thực tế, người Hung không để lại một ghi chép nào dưới dạng văn bản. Cũng không có ghi chép nào về điều gì đã xảy ra trong khoảng thời gian họ rời bỏ Trung Quốc cho tới khi họ tiến vào châu Âu (khoảng 150-200 năm sau). Đề cập cuối cùng về người Hung Nô là người Bắc Hung Nô đã bị người Hán đánh bại vào năm 151 tại khu vực hồ Barkol, sau đó họ chạy về thảo nguyên phía tây tại K'ang-chü (trung tâm ở Turkestan tại Kazakhstan). Các ghi chép trong sử sách Trung Quốc trong giai đoạn từ thế kỷ III và thế kỷ IV gợi ý rằng có một bộ lạc nhỏ, gọi là Yueban, những người còn sót lại của người Bắc Hung Nô, đã sinh sống xung quanh vùng thảo nguyên của Kazakhstan.

## Giả thiết

### Gốc Đột Quyết
Người Hung cũng có thể có nguồn gốc từ người Turk. Trường phái tư tưởng này nổi lên khi Joseph de Guignes trong thế kỷ XVIII đồng nhất người Hung với người Hung Nô Giả thiết này được O. Maenchen-Helfen hỗ trợ trên cơ sở các nghiên cứu ngôn ngữ học của ông ta. Học giả người Anh là Peter Heather gọi người Hung là "nhóm đầu tiên của người du cư gốc Turk, khi đối chọi với người Iran, đã xâm nhập vào châu Âu". Nhà nghiên cứu người Thổ Nhĩ Kỳ là Kemal Cemal cũng ủng hộ cho sự khẳng định này bằng cách chỉ ra sự tương đồng trong các từ và tên gọi trong tiếng Turk và tiếng Hungary, cũng như sự tương tự trong hệ thống cai quản của các bộ lạc người Hung và người Turk. Nhà sử học Hungary là Gyula Nemeth cũng ủng hộ quan điểm này. Nhà sử học người Người Duy Ngô Nhĩ (Uyghur) là Turghun Almas (Thổ Nhĩ Hồng A Lực Mã Tư) cũng đề xuất một mối liên hệ giữa người Hung và người Duy Ngô Nhĩ, là những người sử dụng ngôn ngữ gốc Turk hiện còn sống chủ yếu ở Tân Cương thuộc Trung Quốc. 
Những nhà nghiên cứu ủng hộ học thuyết tiếng Hung Nô thuộc ngữ hệ Turk bao gồm các nhà nghiên cứu E.H. Parker, Jean-Pierre Abel-Rémusat, Julius Klaproth, Kurakichi Shiratori, Gustaf John Ramstedt, Annemarie von Gabain và Omeljan Pritsak Một số cứ liệu khẳng định rằng tầng lớp cai trị Hung Nô nói tiếng proto-Turk. Tác giả Craig Benjamin coi Hung Nô là dân tộc nói tiếng Proto-Turk hoặc Proto-Mông Cổ, có lẽ liên quan đến tiếng nói của người Đinh Linh. Các sử liệu Trung Quốc thì liên hệ người Thiết Lặc và người A Sử Na (Ashina) với Hung Nô. Theo Chu thư và Bắc sử thì tộc A Sử Na là thành viên của liên minh Hung Nô. Các khả hãn người Duy Ngô Nhĩ tự xưng là có nguồn gốc Hung Nô (theo Ngụy thư, người sáng lập hãn quốc Duy Ngô Nhĩ là hậu duệ của một thiền vu Hung Nô). Cả Bắc Sử và Chu thư và một bản khắc cổ bằng tiếng Sogdia đều biên chép rằng người Göktürk là một phân nhóm của người Hung Nô. Còn tên gọi là "người Hung trắng" của Procopius có lẽ không có gì liên quan với người Hung theo nghĩa kinh điển, mà có lẽ có quan hệ với những người gốc Ấn-Âu như người Iran hay người Nguyệt Chi.

### Gốc Hung Nô

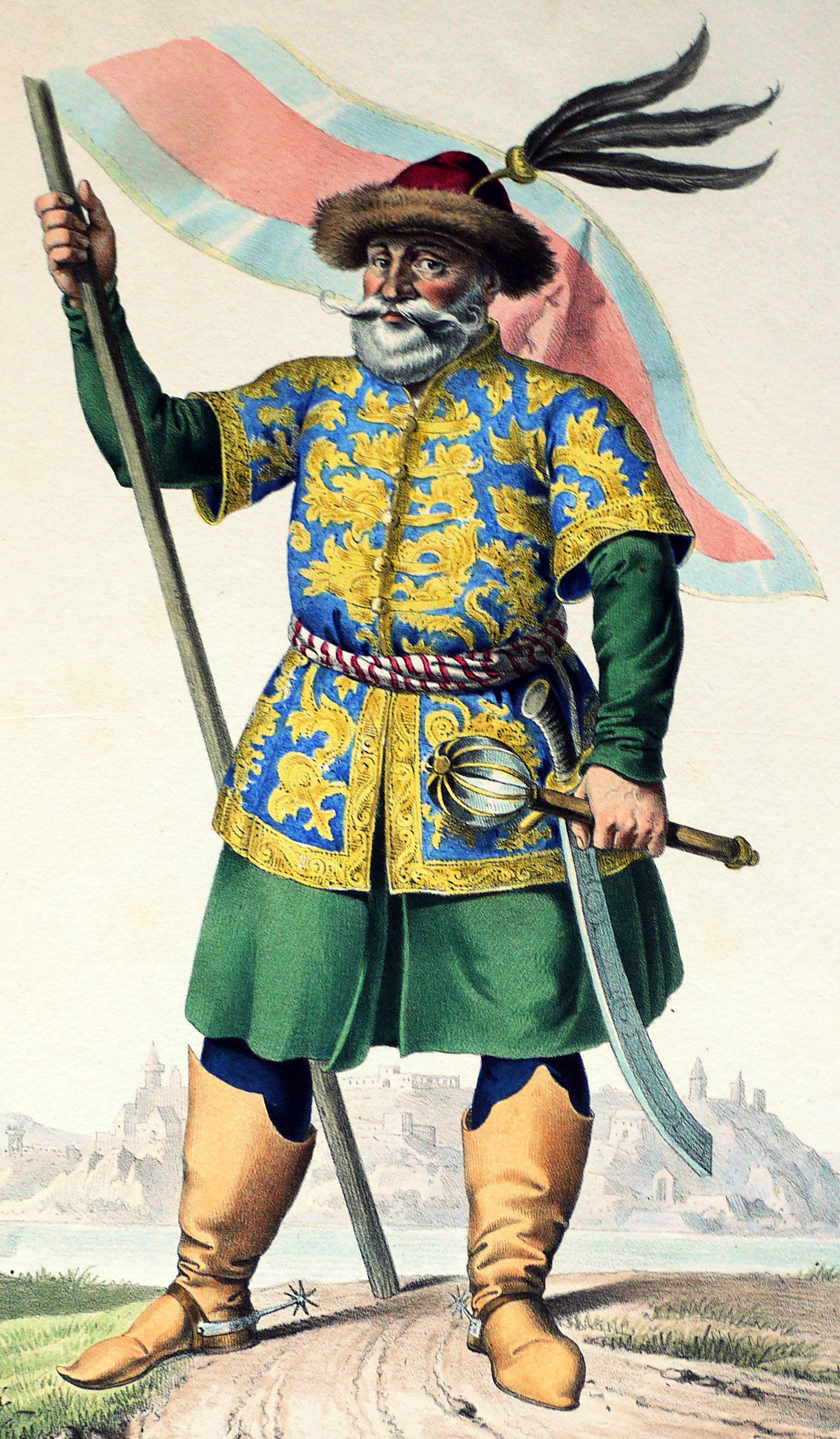
Một thủ lĩnh người Hung là Bleda em trai của Attila

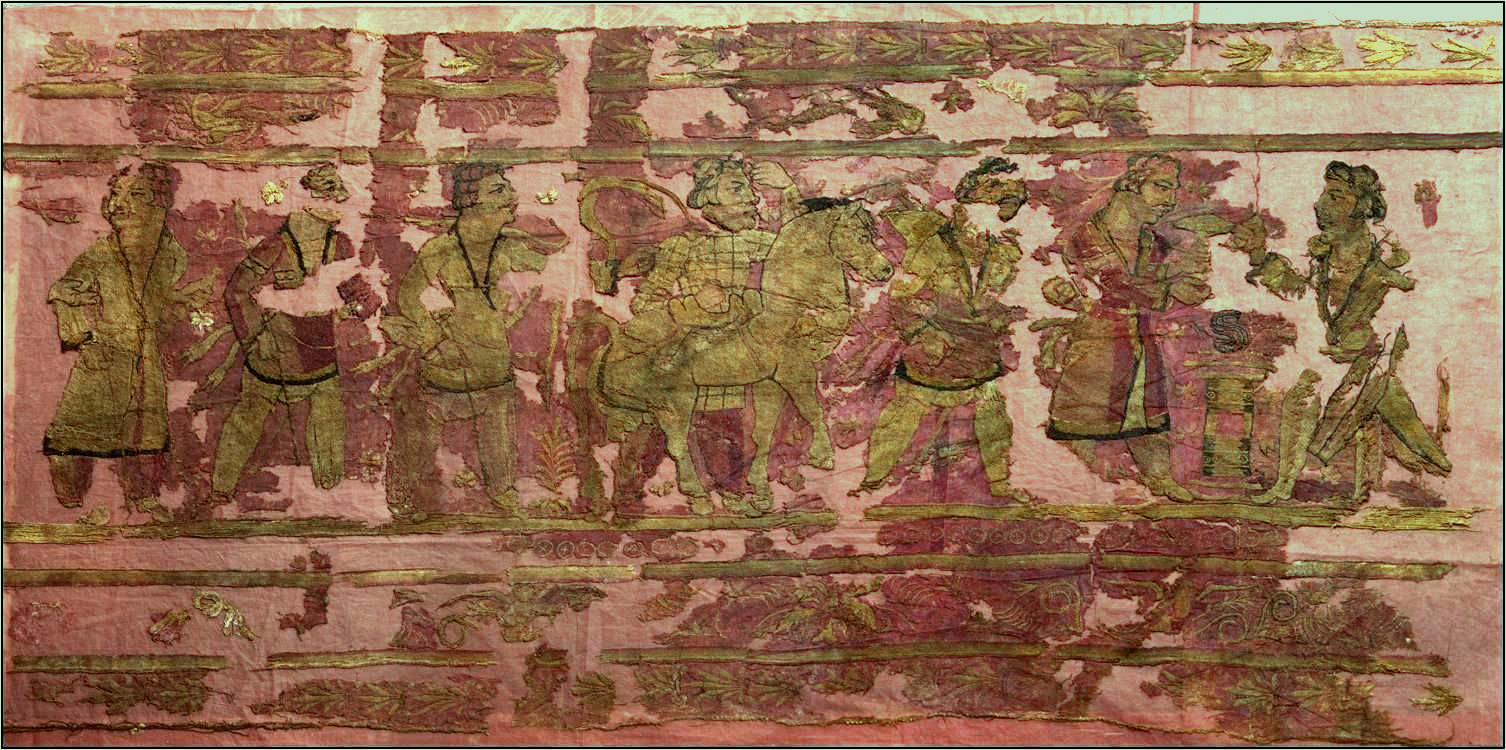
Đàn ông mặc trang phục Iran được thêu trên một tấm vải từ di chỉ chôn cất Noin-Ula của người Hung Nô. Ở xa bên phải ta có thể thấy bệ thờ lửa của Hỏa giáo và đồ cúng haoma Những người trên tấm vải này có khi được đề xuất là người Nguyệt Chi. Thế kỷ 1 TCN - Thế kỷ 1 CN.

Một vài chứng cứ gần đây cho thấy có sự liên hệ về chính trị và văn hóa giữa người Hung và người Hung Nô. Các nguồn sử liệu Trung Á của Sogdia (Túc Đặc) và Bactria (Đại Hạ) trong thế kỷ IV đã phiên dịch "Hung" như là "Hung Nô" và "Hung Nô" như là "Hung", ngoài ra, những vật dụng cái vạc của người Hung Nô và người Hung trên thực tế là đồng nhất giống với nhau, và đã được chôn cất tại các nơi tương tự như nhau (các bờ sông) tại Hungary và Ordos. Giả thuyết Hung Nô-Hung từng được đề xuất từ nhà sử học người Pháp Joseph de Guignes vào thế kỷ XVIII. Ông nhận thấy rằng các sử gia Trung Quốc cổ đại gọi các bộ tộc có liên hệ với người Hung Nô bằng những cái tên tương tự như "Hung", mặc dù được viết bằng các ký tự khác nhau. Tác giả Étienne de la Vaissière phát hiện ra rằng trong bảng chữ Sogdia được viết trên "các lá thư cổ Sogdia" thì cả người Hung Nô và người Hung đều được gọi là γwn (xwn) cho thấy rằng hai cái tên này đều đồng nghĩa với nhau. 
Mặc dù giả thuyết người Hung Nô là tổ tiên của người Hung được nhiều học giả chấp nhận, quan điểm này vẫn chưa thực sự được công nhận một cách chính thức. Giả thuyết này có lẽ không hẳn đúng hoặc nó đơn giản hóa quá mức một vấn đề phức tạp hơn. Nhà ngôn học Harold Walter Bailey cho rằng người Hung Nô nói một thứ tiếng có gốc Iran dựa trên các tên gọi từ thế kỷ thứ II Trước Công nguyên. Học thuyết này được ủng hộ từ nhà ngôn học chuyên về các ngôn ngữ Tuốc là Henryk Jankowski. Học giả Trung Á Christopher I. Beckwith lưu ý rằng tên Hung Nô (Xiongnu) có lẽ là một từ chung gốc (cognate) với các từ Scythia, Saka và Sogdia, có nguồn gốc từ nhóm ngôn ngữ Đông Iran. Theo Beckwith, liên minh Hung Nô hầu hết là người gốc từ Iran khi mới thành lập nhưng nhiều khả năng là trước thời điểm đó, họ từng là chư hầu của người Iran và thừa kế mẫu hình du mục của dân Iran cổ xưa. Trong cuốn History of Civilizations of Central Asia do UNESCO xuất bản năm 1994 do János Harmatta biên tập đã tuyên bố rằng các bộ lạc hoàng tộc và các vị thủ lãnh của người Hung Nô đều mang tên gốc Iran, rằng vốn từ Hung Nô mà người Trung Quốc ghi nhận có lẽ là từ một ngôn ngữ Scythia nào đó và phần lớn các bộ lạc Hung Nô nói một ngôn ngữ Đông Iran.

### Gốc Mông Cổ
Người Mông Cổ và nhiều học giả khác cho rằng người Hung Nô nói một ngôn ngữ trong ngữ hệ Mông Cổ. Các nhà khảo cổ học Mông Cổ cho rằng những cư dân chủ nhân của văn hóa Mộ phiến là tổ tiên của người Hung Nô, và một số học giả cho rằng người Hung Nô có lẽ là tổ tiên của người Mông Cổ. Thành Cát Tư Hãn trong một bức thư ông gửi cho Đạo sĩ Khâu Xứ Cơ từng viết rằng "vào thời Thiền vu xa xưa của chúng ta" để chỉ về thời kỳ Thiền vu Mặc Đốn. Biểu tượng mặt trời và mặt trăng của Hung Nô mà các nhà khảo cổ học phát hiện gần giống với biểu tượng Soyombo của người Mông Cổ. Học giả Nikita Bichurin coi người Hung Nô và Tiên Ti là hai phân nhóm (hoặc vương triều) của cùng một dân tộc. Các học giả GŽrard Chaliand và R. Bin Wong sau khi xem xét Sử ký Tư Mã Thiên và các thư tịch cổ khác đã kết luận rằng "Mặc dù biên niên sử Trung Quốc mô tả người Hung Nô là người Mông Cổ, chúng mô tả các chiến binh có mái tóc vàng và mắt xanh, tôn thờ một vị thần bầu trời tên là Đằng Cách Lý (Tengri) và được các pháp sư làm cầu nối". 
Theo "Tống Sử", người Nhu Nhiên (cuốn Ngụy thư xác định họ là hậu duệ của người Đông Hồ mà các học giả hiện đại cho rằng nói một thứ tiếng Proto-Mông Cổ) còn có các tên khác là Đại Đàn (大檀/Bính âm: Dàtán) hay "Tatar" (Thát Đát) và/hoặc Đàn Đàn (檀檀, Bính âm: Tántán) Thát Đát. Theo Lương Thư thì "họ hợp thành một nhánh riêng của Hung Nô". Nhà thơ thời Tống Tô Thức từng viết rằng "Xích nhiêm bích nhãn lão Tiên Ti" (nghĩa là "ông lão Tiên Ti râu đỏ mắt xanh") trong bài thơ "Vịnh về [bức tranh] Hai con ngựa của Hàn Can" (Thư Hàn Can Nhị Mã) và Cựu Đường thư đề cập đến người Thất Vy đầu vàng (Hán tự: 黃頭室韋, Bính âm: Huángtóu Shìwéi, Hán-Việt: Hoàng đầu Thất vy) trong số 20 bộ tộc Thất Vy mà các nguồn của Trung Quốc (Tùy thư, Cựu Đường Thư, Tân Đường thư) cho rằng có quan hệ với người Khiết Đan. Cũng theo sử liệu Trung Quốc, người Khiết Đan chính là hậu duệ của người Tiên Ti và có liên hệ với người Hung Nô. Các dân tộc Tiên Ti, Khiết Đan và Thất Vy được cho là những người nói ngữ hệ Mông Cổ và Cận-Mông Cổ. Thế mà, người Tiên Ti lại được chép là có nguồn gốc từ người Đông Hồ, sắc tộc khác hẳn với người Hung Nô và từng bị Thiền vu Mặc Đốn thảo phạt. Ngoài ra, các nhà viết sử Trung Quốc thường quy nguồn gốc của người Hung Nô cho các nhóm du mục không liên quan, tỷ như tổ tiên của Hung Nô được coi là người Kumo Xi nói thứ tiếng thuộc ngữ hệ Cận-Mông Cổ, và đồng thời là tổ tiên của người Göktürk và người Thiết Lặc nói các ngôn ngữ thuộc ngữ hệ Turk.

### Gốc Siberia
Ông Lajos Ligeti là học giả tiên phong cho học thuyết tiếng Hung Nô thuộc ngữ hệ Enisei. Vào đầu những năm 1960, Edwin Pulleyblank mở rộng ý tưởng này với nhiều bằng chứng đáng tin cậy. Năm 2000, Alexander Vovin xem xét lại các lý thuyết của Pulleyblank và tìm ra nhiều bằng chứng bổ sung dựa trên bản phục dựng gần đây nhất của âm vị học tiếng Hán thượng cổ của các tác giả Starostin và Baxter, cùng một bản phiên âm tiếng Trung duy nhất còn sót lại của một câu được viết trong ngôn ngữ của người Yết, một dân tộc thành viên của Liên minh Hung Nô. Các cách giải thích trước đây bằng ngữ hệ Turk không khớp với bản dịch tiếng Trung của câu này, nhưng khi áp dụng ngữ pháp Enisei thì lại ăn khớp hoàn toàn. Pulleybank và D. N. Keightley khẳng định rằng các tước danh Hung Nô "ban đầu là các từ của tiếng Siberia nhưng sau này được các dân tộc nối tiếng Turk và Mông Cổ vay mượn". Tiếng của người Hung Nô đã ảnh hường đến ngôn ngữ của các Đế quốc người Turk và Mông Cổ sau này; một số từ văn hóa quan trọng được vay mượn bao gồm chữ Tängri trong tiếng Turk và Tenggeri trong tiếng Mông Cổ, ban đầu đọc là chengli trong tiếng Hung Nô đều có nghĩa là "thiên đường" (Đằng Cách Lý). 
Các tước danh như Tarqan, Tegin và Kaghan (Khả Hãn) cũng được kế thừa từ ngôn ngữ Hung Nô và có lẽ bắt nguồn từ ngữ hệ Enisei, chẵng hạn như từ "thiên đường" trong tiếng Hung Nô được suy đoán là bắt nguồn từ tiếng Proto-Yenisei (tiếng Enisei nguyên thủy) là tɨŋVr. Theo tác giả Edwin G. Pulleyblank thì chính sự tồn tại của các phụ âm đầu r và l cùng các cụm phát âm đầu trong tiếng Hung Nô chứng tỏ nó không thuộc vùng ngôn ngữ Sprachbund Altai, và vốn từ của tiếng Hung Nô rất giống tiếng Enisei. Cách đơn giản nhất để giải thích điều này đó chính là tiếng Hung Nô là một ngôn ngữ thuộc ngữ hệ Enisei, còn các tiếng Turk và Mông Cổ bị ảnh hưởng từ tiếng Hung Nô. Theo bản đồ gene Haplogroup Q được tìm thấy ở người Hung Nô và xuất hiện ở khoảng 94% dân số người Ket. Nhiều từ Hung Nô dường như chung gốc với nhiều từ trong tiếng Enisei, chẳng hạn từ "Sakdak" trong tiếng Hung Nô và "Saagdi" trong tiếng Ket đều mang nghĩa là cái ủng, còn từ Kʷala trong tiếng Hung Nô nghĩa là con trai và Qalek trong tiếng Ket nghĩa là cháu trai. Theo Vovin (2007) người Hung Nô có lẽ đã nói một thứ tiếng Enisei và có lẽ thuộc nhánh phương nam của ngữ hệ Enisei.

## Hình ảnh

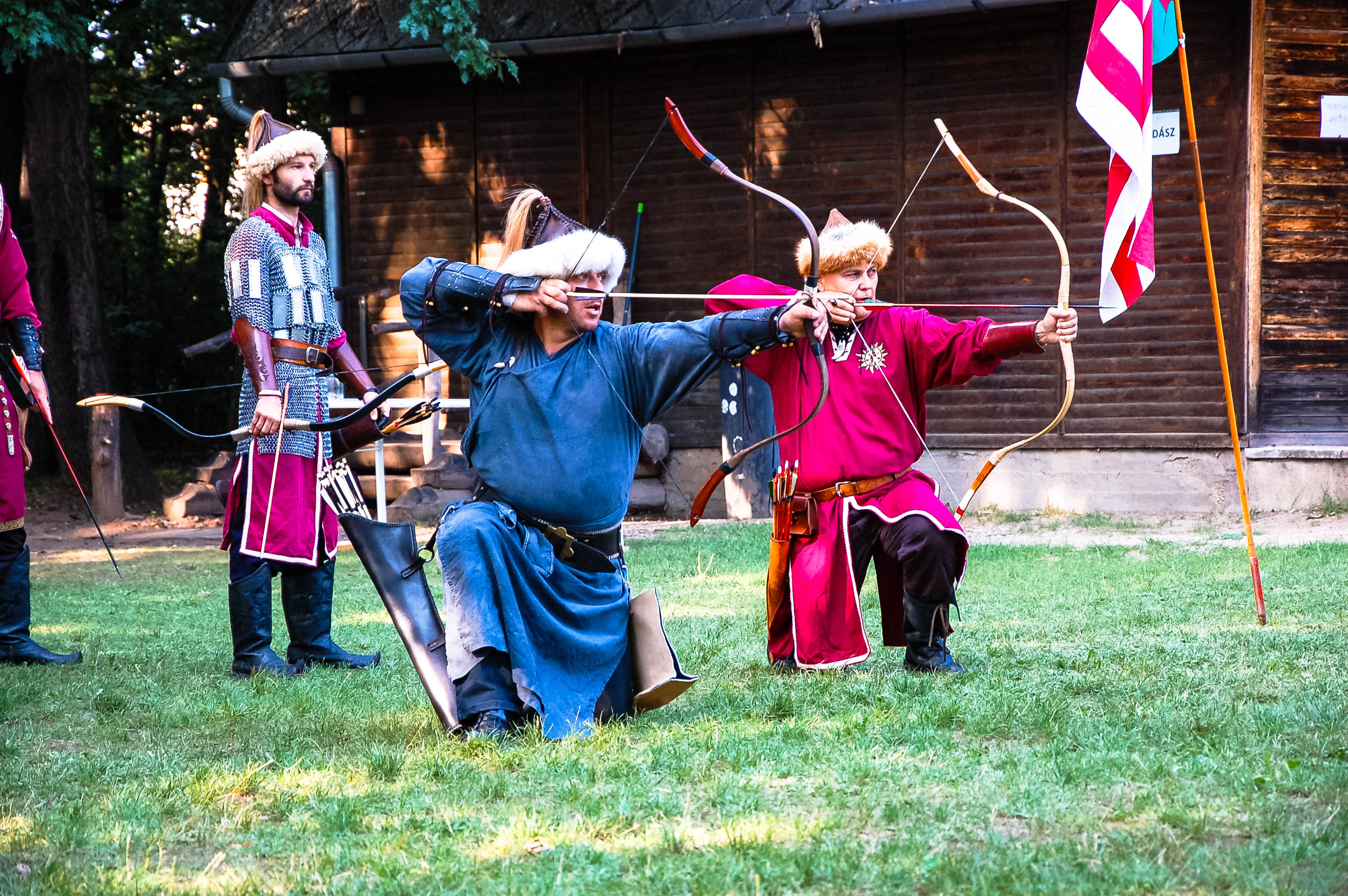
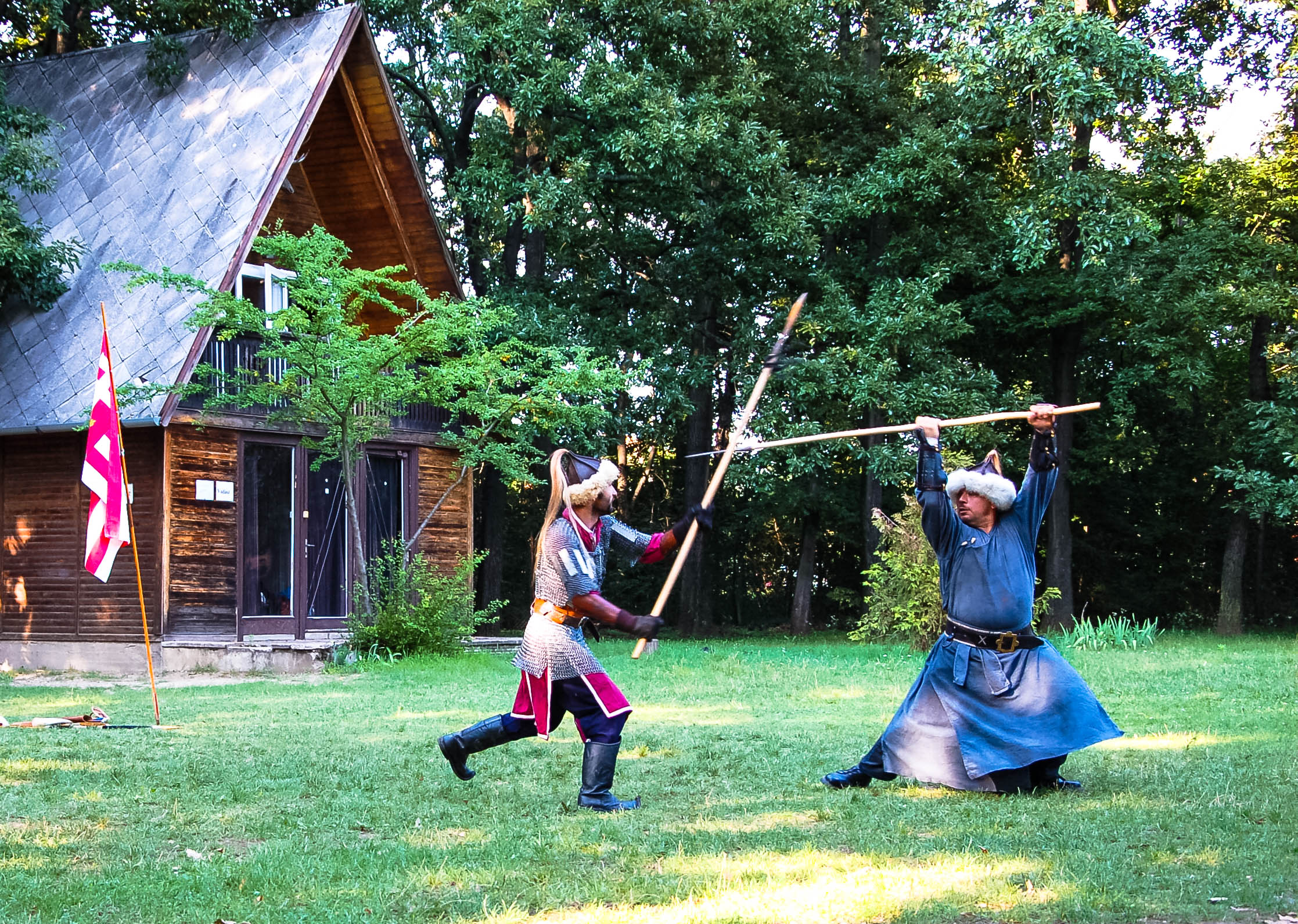
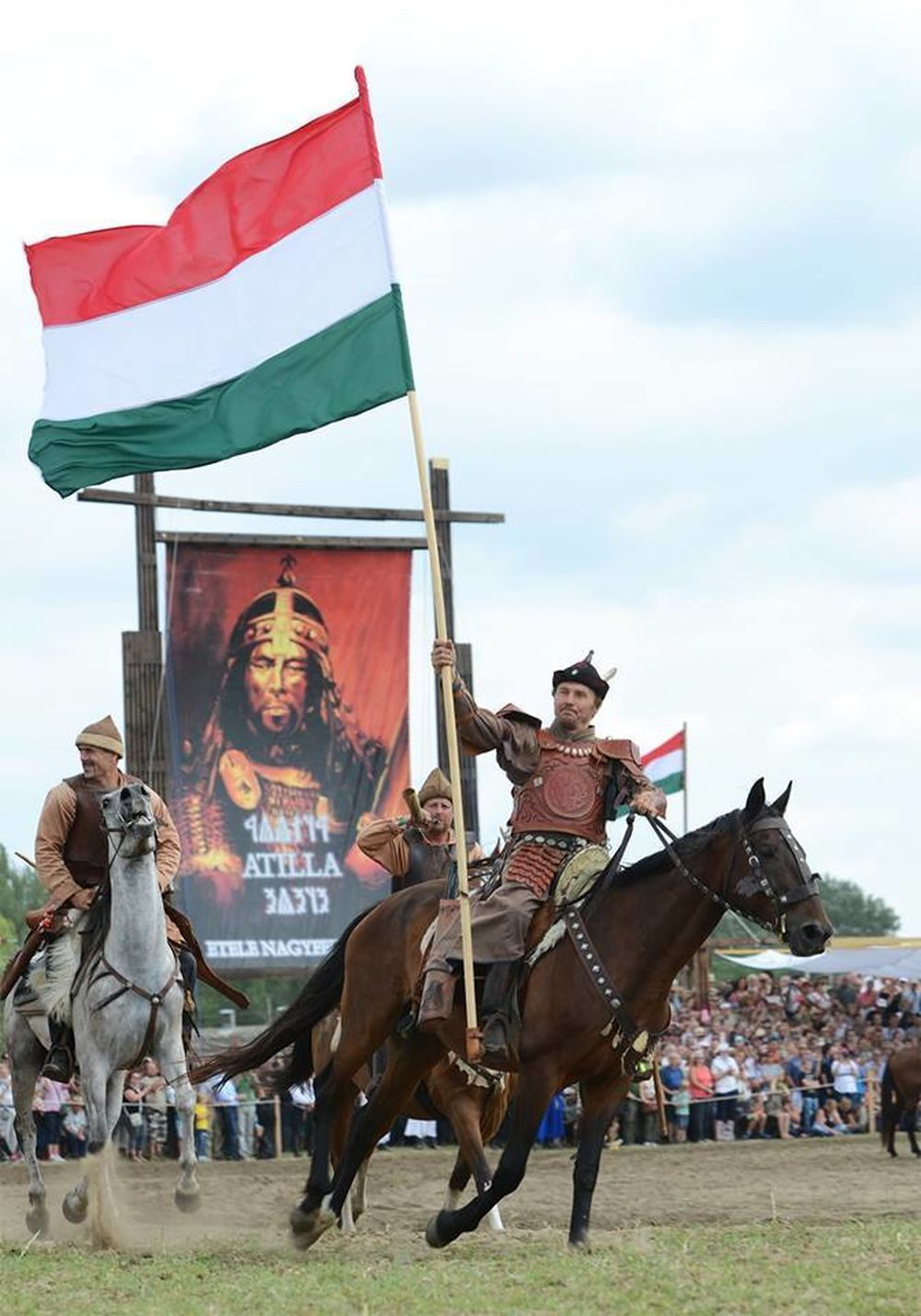
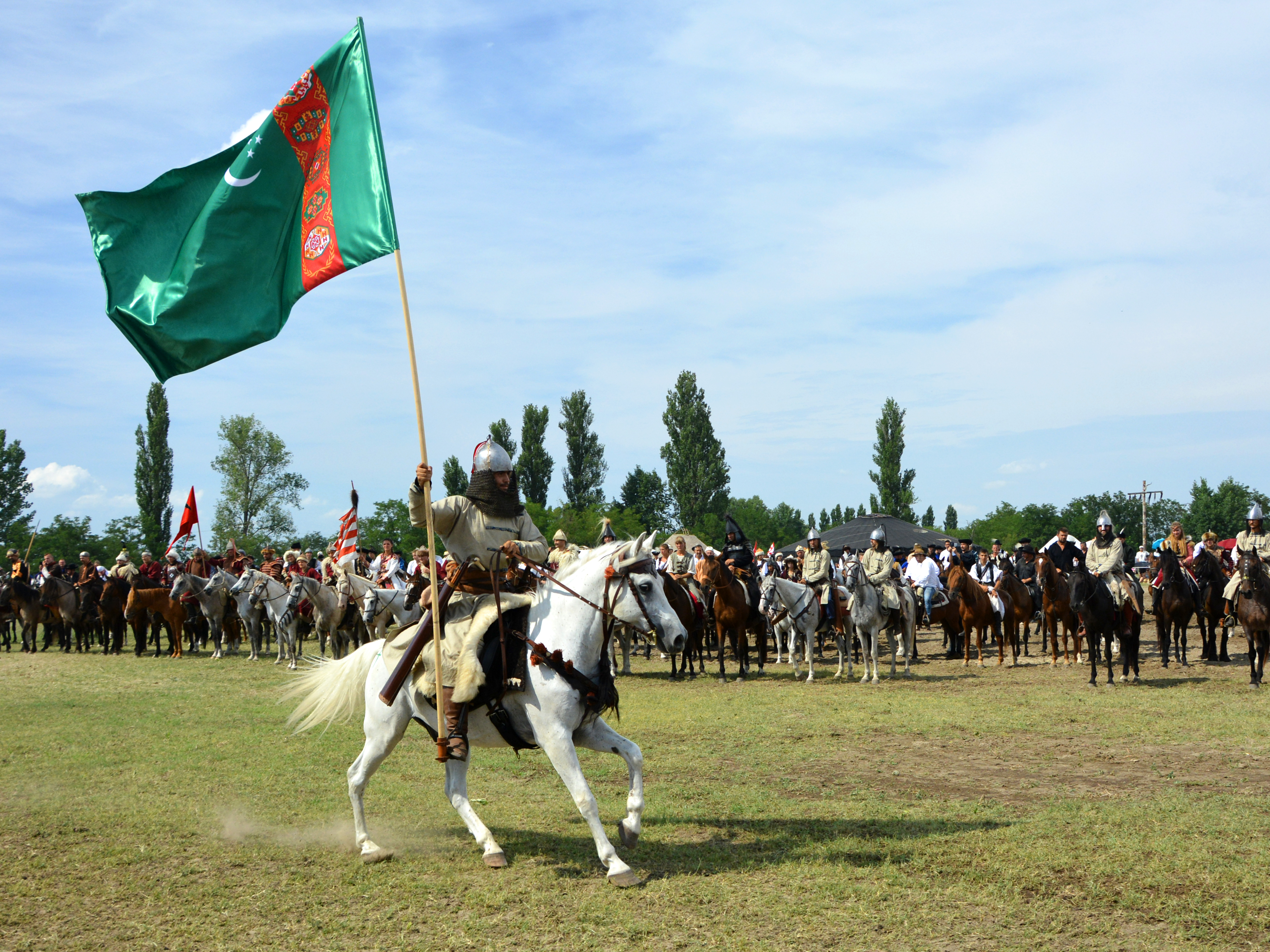
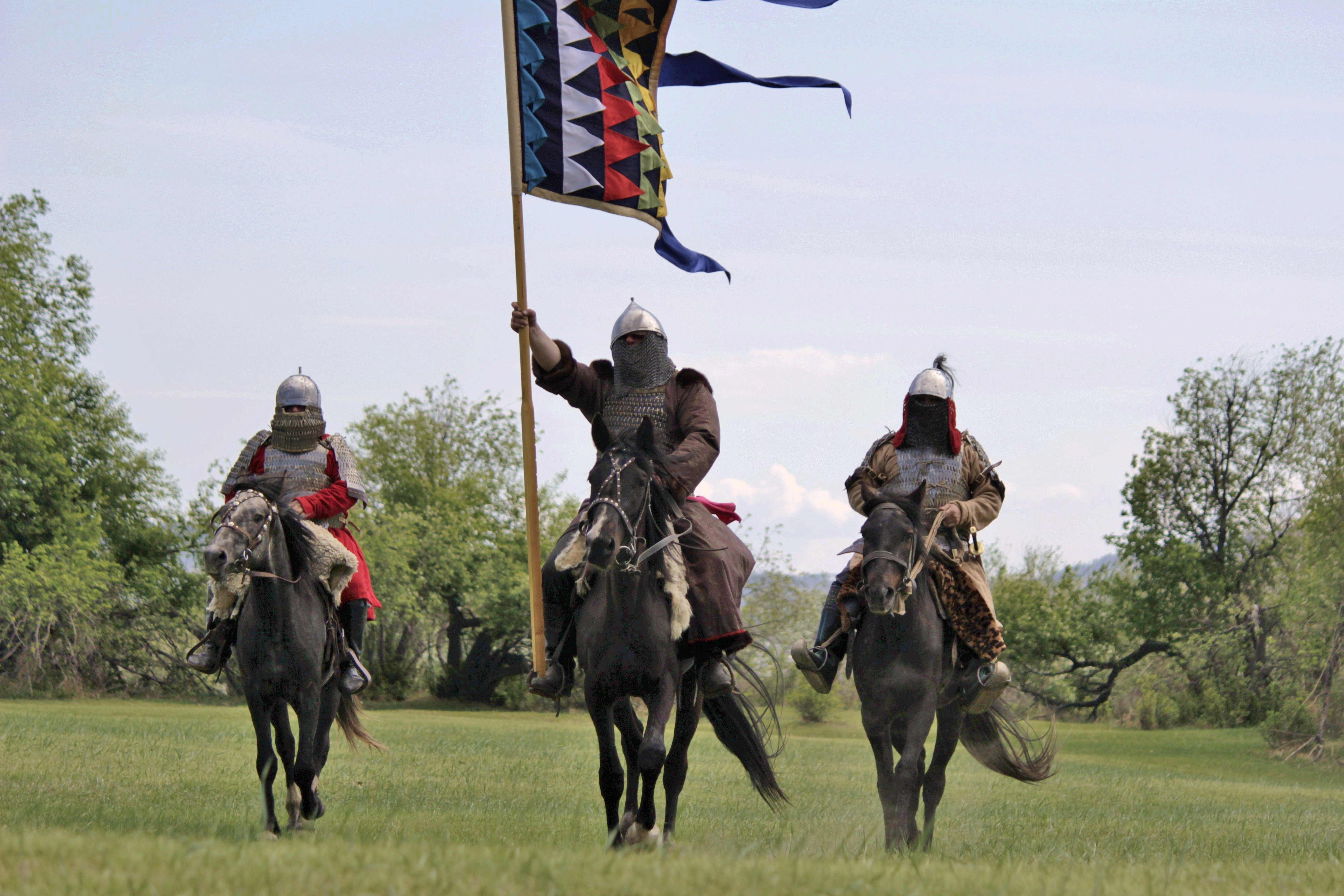
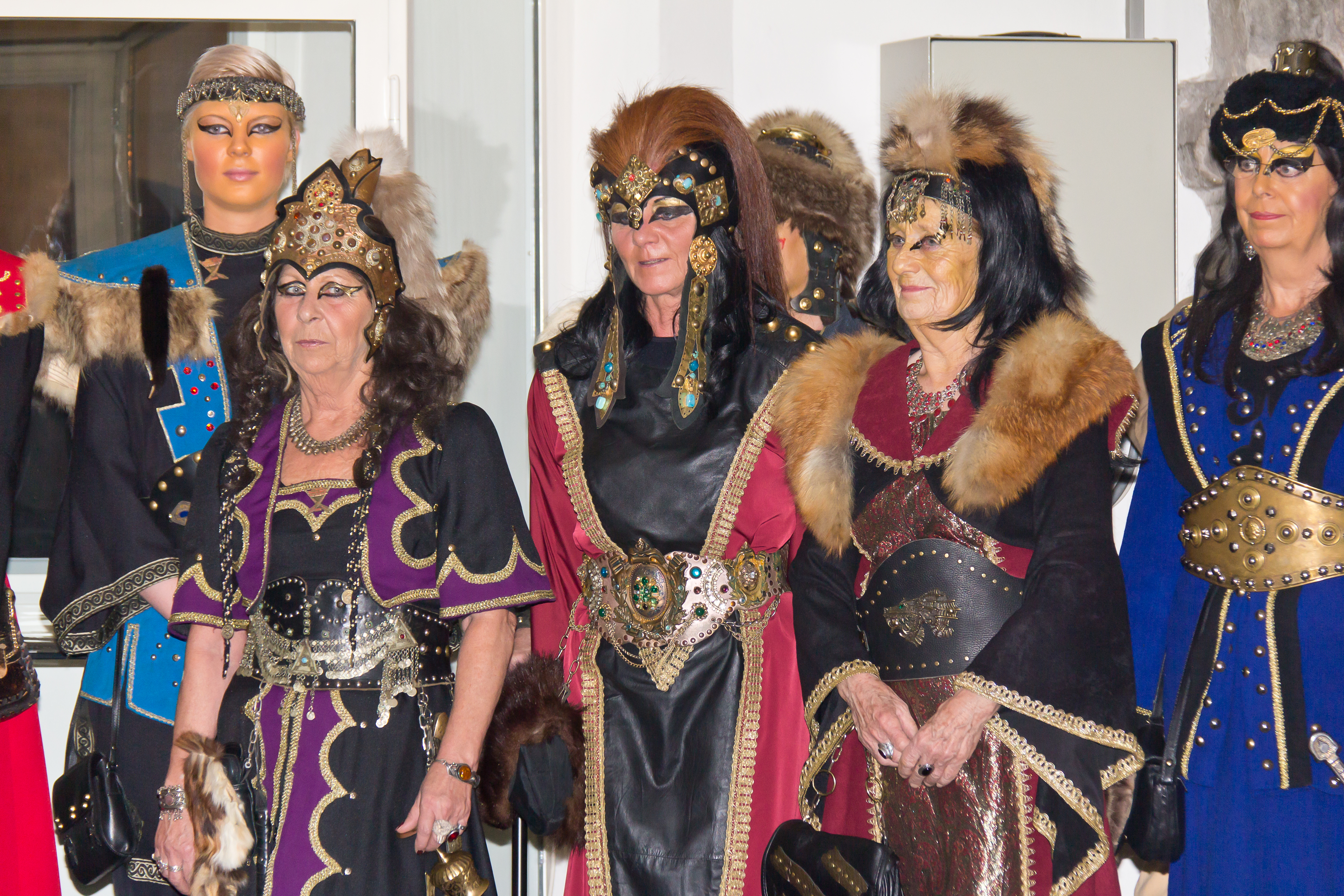
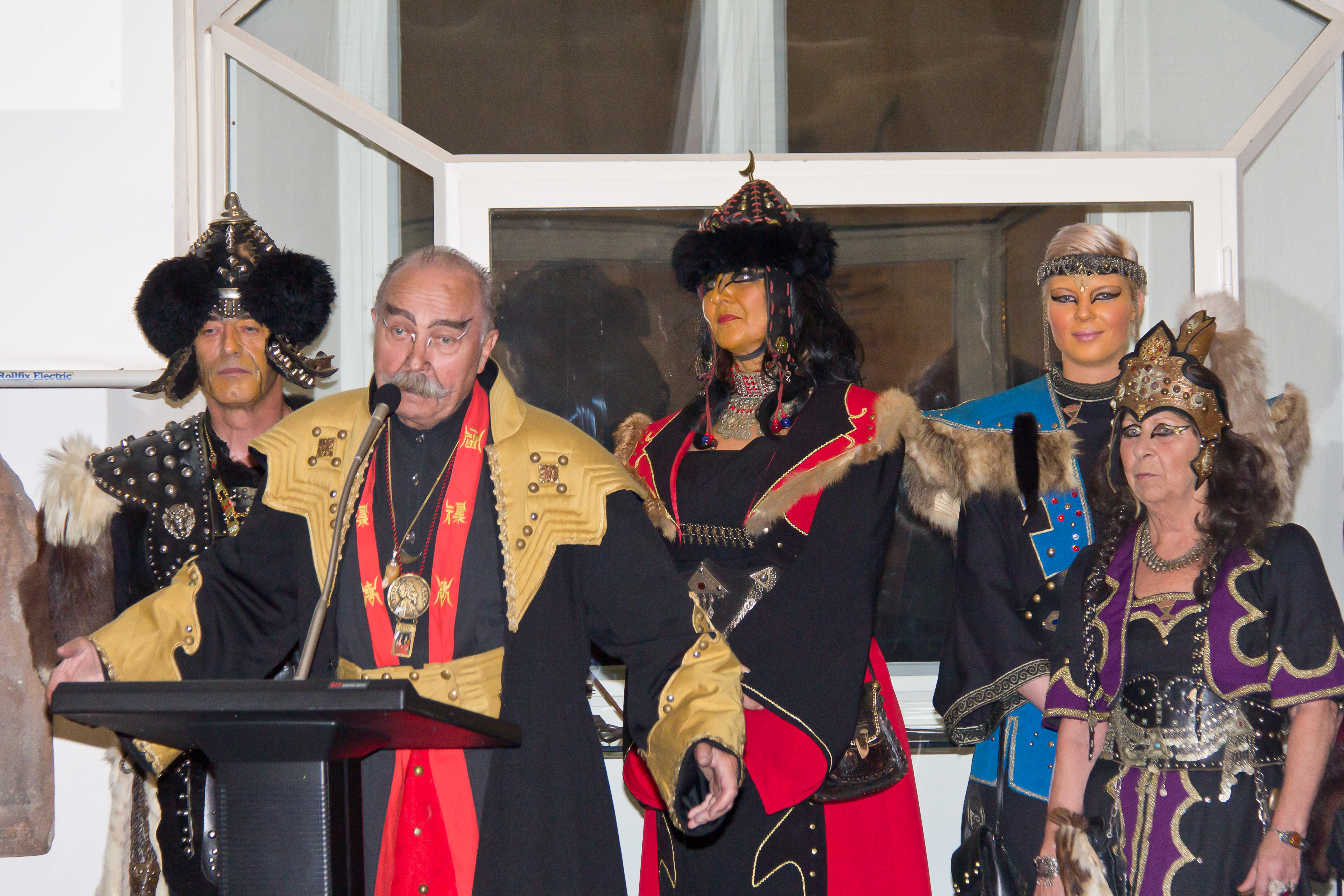